# Nikola Karev

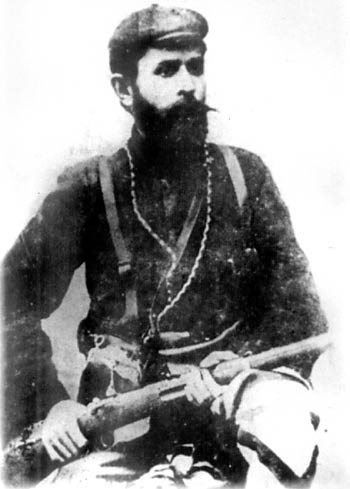
Nikola Karev

Nikola Janakiev Karev (bulgarisch Никола Янакиев Карев, bulgarische Schreibweise bis 1945 Никола Янакиевъ Каревъ, mazedonisch Никола Јанакиев Карев; * 11. Novemberjul. / 23. November 1877greg. in Kruševo, Osmanisches Reich, heute Nordmazedonien; † 14. Apriljul. / 27. April 1905greg. in Rajčani, Osmanisches Reich, heute Nordmazedonien) war ein bulgarisch-makedonischer Revolutionär und lokaler Anführer der Inneren Makedonisch-Adrianopeler Revolutionären Organisation (IMARO). Karev war außerdem Lehrer im Schulsystem des bulgarischen Exarchats in seiner Heimatregion und Mitglied der Bulgarischen Sozialdemokratischen Arbeiterpartei. Während des Ilinden-Preobraschenie-Aufstands war er im August 1903 Präsident der kurzlebigen Republik Kruševo. Heute wird er sowohl in Bulgarien als auch in Nordmazedonien als Held angesehen.

## Leben

### Frühe Jahre

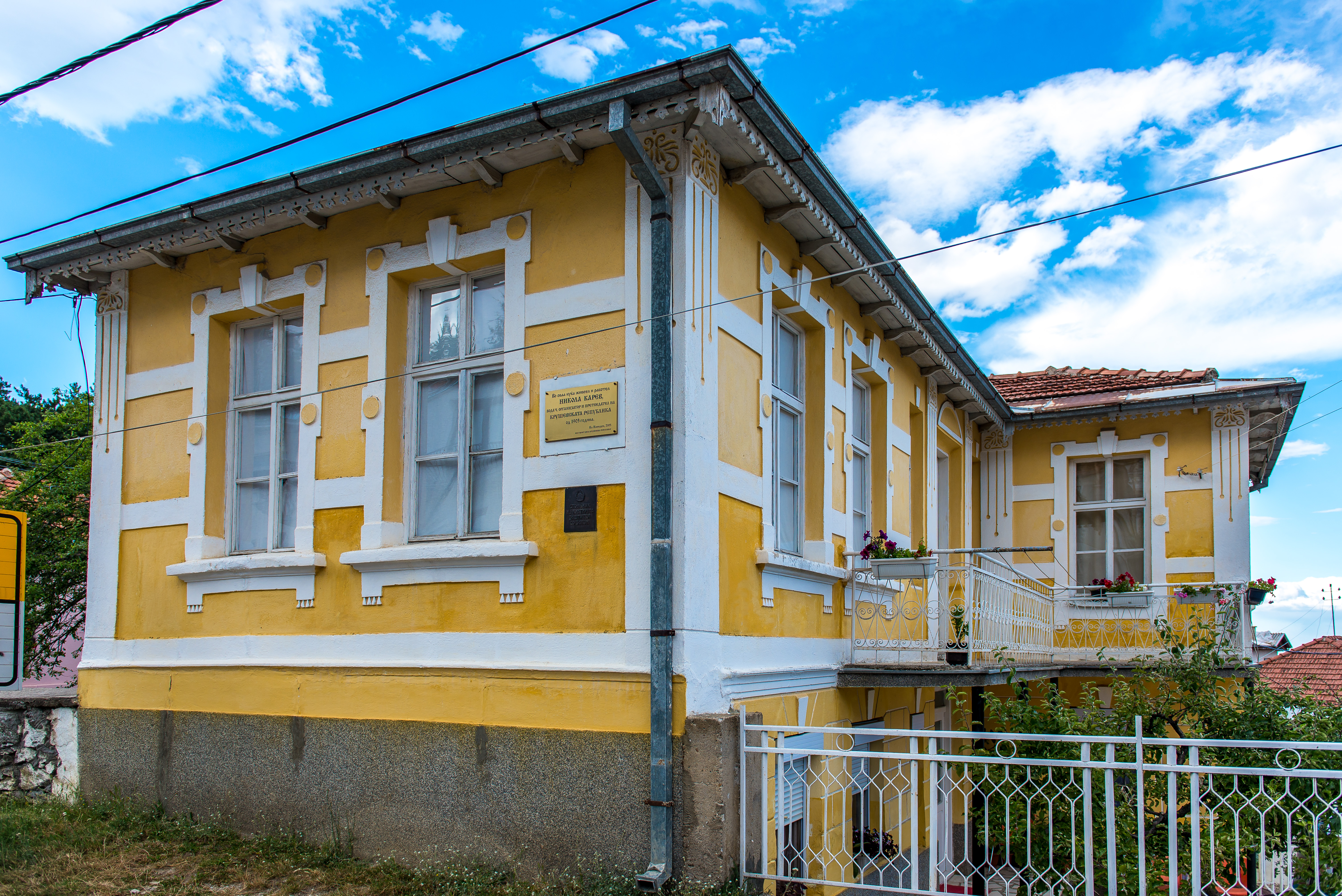
Karevs Geburtshaus in Kruševo, Nordmazedonien, heute ein Gedenkhaus.

Karev wurde in der Stadt Kruševo im damaligen Vilâyet Manastır des Osmanischen Reiches (heute in Nordmazedonien) geboren, wo er die dortige bulgarische Schule besuchte, jedoch nicht abschloss. Während der 1890er-Jahre arbeitete er in der bulgarischen Hauptstadt Sofia als Mauerer und Stuhlmacher für den Sozialisten Wassil Glawinow. Dort kam er mit sozialistischen Ideen in Berührung. Karev schloss sich der von Glawinow angeführten sozialistischen Gruppe an und lernte durch ihn Dimitar Blagoew und andere Sozialisten kennen. Außerdem wurde er Mitglied der Bulgarischen Sozialdemokratischen Arbeiterpartei. Ab 1896 war er Mitglied der Sozialdemokratischen Gruppe Makedonien-Adrianopel, die als Teil der Bulgarischen Sozialdemokratischen Arbeiterpartei gegründet wurde.
1898 kehrte er nach Kruševo zurück, schrieb sich ein Jahr später das neu gegründete Bulgarische Gymnasium in Bitola ein, welches er mit dem Schuljahr 1900/01 auch abschloss. In Bitola wurde er Mitglied des dortigen Komitee der Inneren Makedonisch-Adrianopeler Revolutionären Organisation (IMARO). Zwischen 1901 und 1903 war er Exarchatslehrer an mehreren Schulen des Bulgarischen Exarchats in seiner Heimatregion (Kruševo und Gorno Divjaci) sowie Anführer einer lokalen IMARO-Tscheta. Die Lehrer und Leiter der bulgarischen Bildungsstätten wurden in dieser Zeit von der Bulgarisch-orthodoxen Kirche ernannt, zusammen mit der Kirchengemeinde oder dem Bildungsverein vor Ort mitfinanziert und unterstanden dem örtlichen Bischof. Um sich von den Bildungsstätten der Bulgarisch-katholischen Kirche zu unterscheiden, wurden die orthodoxen Schulen nach der zu dieser Zeit existierenden kirchlichen Organisation, dem Bulgarischen Exarchat, auch oft Exarchatsschulen und deren Lehrer Exarchatslehrer genannt. In beiden Bildungseinrichtungen, katholischen wie orthodoxen, zählten neben geistlichen Fächern wie Religion auch weltliche Fächer zum Unterrichtsspektrum. Zudem waren viele der Exarchatslehrer gleichzeitig Mitglieder und Anführer der IMARO.

### Politische und revolutionäre Aktivitäten

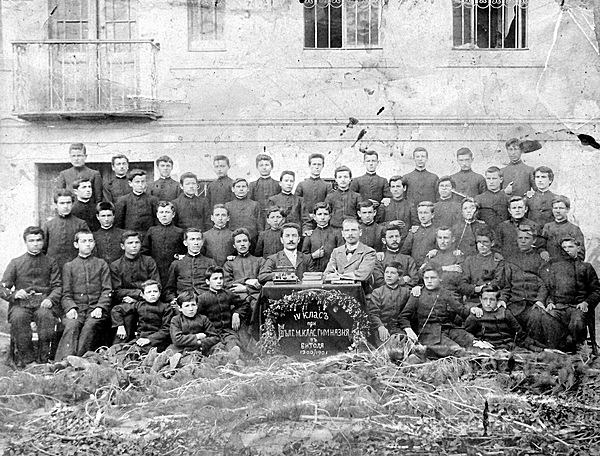
Absolventen des bulgarischen Exarchat-Gymnasiums in Bitola aus den Jahren 1900–1901, darunter auch Nikola Karev.

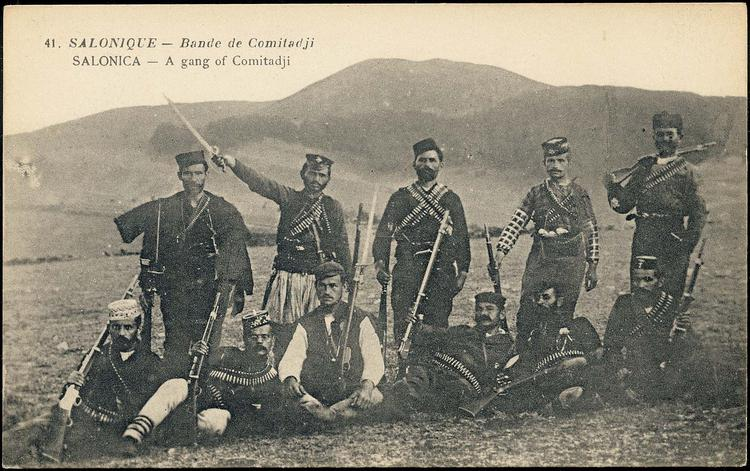
IMARO-Komitadschi während des Ilinden-Preobraschenie-Aufstands, unter ihnen Nikola Karev, 1903.

Die erste Konferenz der Sozialdemokratischen Gruppe Makedonien-Adrianopel fand am 3. Juni 1900 in der Nähe von Kruševo statt. Dort definierten sie die Kernaspekte der möglichen Gründung einer eigenständigen Makedonischen Republik als kantonalisierten Staat, Teil einer zukünftigen Sozialistischen Balkanföderation, als multinationales Gemeinwesen mit gleichen Rechten für alle Bürger. Sie hielten an der Parole „Makedonien den Makedoniern“ fest und verwendeten den Begriff „makedonisches Volk“ als Sammelbegriff für Bulgaren, Türken, Griechen, Aromunen, Albaner und Juden, die in Harmonie in einem unabhängigen Staat leben würden.
Am Vorabend des Ilinden-Preobraschenie-Aufstands im Mai 1903 wurde er in Bitola vom Korrespondenten der griechischen Tageszeitung „Akropolis“ Stamatis Stamatiou interviewt. In dem Interview äußerte Karev seine Position als radikaler Linker. Stamatiou beschrieb ihn als bulgarisierten Makedonier. Laut Stamatiou präsentierte sich Karev als Voulgarofron (griechisch für Bulgarophiler) und antwortete, er sei Makedonier. Auf eine ironische Frage von Stamatiou behauptete Karev zudem, ein „direkter Nachfahre Alexanders des Großen“ zu sein, fügte aber hinzu, dass „die Geschichte besagt, dass er ein Grieche sei“. Auf die Frage, was die Revolutionäre für Makedonien wollten, erläuterte Karev ihre Pläne, eine Republik nach dem Vorbild der Schweiz zu gründen, die den verschiedenen „Rassen“ Autonomie und Demokratie bieten sollte. Er fügte hinzu, Bulgariens Erwartungen, die Region zu annektieren, seien falsch eingeschätzt worden und die Revolutionäre würden jede Hilfe annehmen, um ihr Ziel zu erreichen.
Während des Ilinden-Aufstands war er Präsident der nur vom 3. bis zum 13. August 1903 bestehenden Republik Kruševo. Dafür wird er sowohl in Bulgarien als auch in Nordmazedonien als Held angesehen. Als Kruševo von den Rebellen eingenommen wurde, verfasste Karev angeblich das sogenannte Kruševo-Manifest, in dem die lokale muslimische Bevölkerung dazu aufrief, sich mit den Christen zu verbünden. Dessen tatsächliche Existenz ist allerdings nicht dokumentiert. Karev wurde zum Oberhaupt der provisorischen Regierung ernannt. Unter den verschiedenen ethnisch-religiösen Gruppen (Millets) in Kruševo wurde ein Republikanischer Rat mit 60 Mitgliedern gewählt – jeweils 20 Vertreter: makedonische Bulgaren  (Exarchisten), Walachen und slawisch-, aromunisch- und albanischsprachige griechische Patriarchisten. Der Rat wählte außerdem ein Exekutivorgan – die Provisorische Regierung mit sechs Mitgliedern (zwei aus jeder der genannten Gruppen). Allerdings kam es schnell zu ethnischen Spannungen, da Karev alle Mitglieder des örtlichen Rates als „bulgarische Brüder“ bezeichnete, während die Aufständischen der IMARO bulgarische Flaggen hissten, mehrere griechische Patriarchisten töteten und diese beschuldigten, osmanische Spione zu sein. Zudem wurden anschließend die örtlichen türkischen und albanischen Muslime angriffen. Karev selbst versuchte, die Angriffe auf die Muslime zu minimieren und die Aufständischen an wahllosen Plünderungen zu hindern. Vor der Einkesselung von Kruševo gelang ihm die Flucht. Die Republik Kruševo wurde nach nur zehn Tagen von osmanischen Truppen nach heftigen Kämpfen zerstört.

### Nach dem Ilinden-Preobraschenie-Aufstand
Nach dem Aufstand flüchtete er erneut nach Sofia im Fürstentum Bulgarien, wo er politischer Aktivist der neu gegründeten marxistischen Bulgarischen Sozialdemokratischen Arbeiterpartei (Geschlossene Sozialisten) wurde. Die Geschlossenen Sozialisten verurteilten den Ilinden-Preobraschenie-Aufstand jedoch als „ein von der bulgarischen Regierung inszeniertes Abenteuer, das den Großmächten in die Hände spielte“. 1904 unternahm Karev einen legalen Versuch, nach Makedonien zurückzukehren, und nutzte dabei das bulgarisch-osmanische Amnestieabkommen für die Teilnehmer des Ilinden-Preobraschenie-Aufstands. Über das Kabinett des bulgarischen Premierministers Ratscho Petrow schickte er mehrere Amnestieanträge nach Istanbul. Die Anträge gingen bei der osmanischen Amnestiekommission ein, blieben aber trotz der Fürsprache des bulgarischen diplomatischen Agenten in Istanbul, Grigor Natschowitsch, unbeantwortet.
1905 überquerte er die bulgarisch-osmanischen Grenze als Wojwode einer Tscheta und war in Kampfhandlungen mit osmanischen Truppen verwickelt. Bei einem dieser Gefechten wurde er nahe Rajčani tödlich getroffen.

### Familie

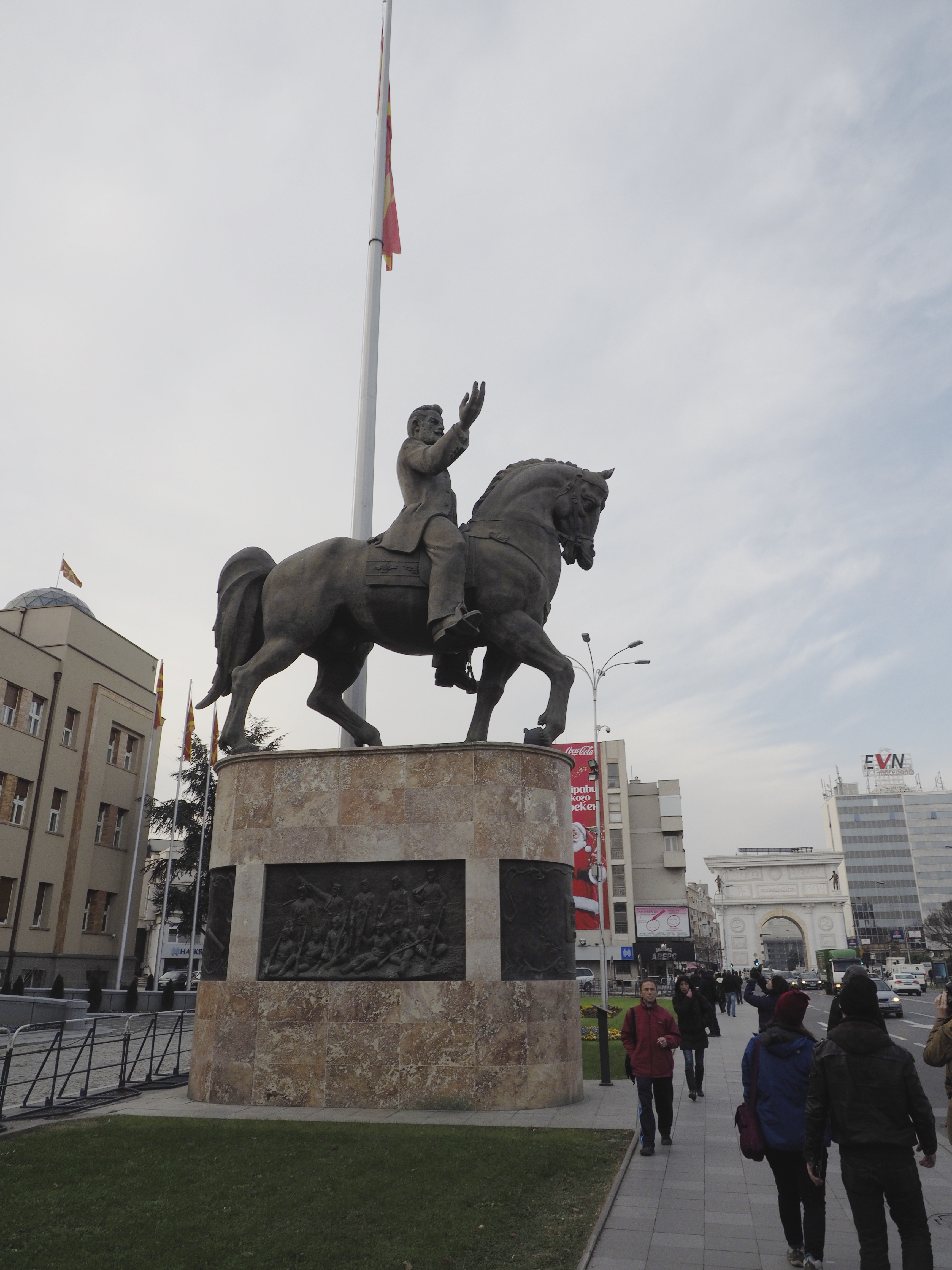
Das Nikola-Karev-Monument vor dem mazedonischen Parlament in der Hauptstadt Skopje.

Seine beiden Brüder Petar Karev (1879–1951 oder 1962) und Georgi Karev (1881–1950) waren ebenfalls Mitglieder der IMARO bzw. IMRO. Während des Ersten und Zweiten Weltkriegs, als Vardar-Mazedonien von Bulgarien annektiert wurde, unterstützten sie die bulgarischen Behörden. Nach dem Ersten Weltkrieg wurden beide verfolgt und misshandelt, als das Gebiet wieder unter serbische Verwaltung fiel. Während des Zweiten Weltkriegs war Georgi Karev Bürgermeister von Kruševo. Nach 1944 wurden sie als bulgarisch-faschistische Kollaborateure im kommunistischen Jugoslawien inhaftiert, wo beide 1950 bzw. 1951 im Internierungslager Idrizovo starben. Nach anderen Quellen starb Petar Karev erst nach seiner Entlassung aus dem Internierungslager Idrizovo 1962 in Skopje. Nikola Karevs Neffe Mihail Karev wurde ebenfalls wegen „Widerstand gegen die Ideale des kommunistischen Jugoslawiens“ inhaftiert.

## Nachleben
Nach dem Zweiten Weltkrieg ging die kurzlebige Republik Kruševo in die Geschichtsschreibung der neuen Sozialistischen Republik Mazedonien ein, da die neuen kommunistischen Behörden „pro-bulgarische“ Gefühle ausmerzten. Trotz Karevs bulgarischer Nationalität war er der mazedonischen Geschichtsschreibung zufolge ethnischer Mazedonier. Nach 1944 tauchte der Name Nikola Karev in der Hymne der Sozialistischen Republik Mazedonien auf: „Denes nad Makedonija“ (dt. Heute über Mazedonien). Er wurde 1953 ohne Begründung von der kommunistischen Führung unter Lazar Koliševski entfernt, da Nikola und seine Brüder Petar und Georgi als „Bulgarophile“ galten.
Karevs sterbliche Überreste wurden in Rajčani begraben, einem Dorf in der Nähe seines Todesorts. 1953, zum 50. Jahrestag des Ilinden-Preobraschenie-Aufstands, wurden sie in seine Heimatstadt Kruševo überführt. 1990 wurden sie in die nahegelegene Gedenkstätte des Ilinden-Aufstands, genannt Makedonium, überführt.
2008 wurde vor dem Parlamentsgebäude in Skopje ein großes bronzenes Reiterdenkmal von Nikola Karev aufgestellt, gegossen von der Kunstgießerei Ferdinando Marinelli in Florenz, Italien.